# Саммерс, Кристал
Кри́стал Са́ммерс (англ. Kristal Summers, род. 1 сентября 1972 года, Санта-Моника, Калифорния, США) — американская порноактриса.

## Биография
Родилась 1 сентября 1972 года в Калифорнии.

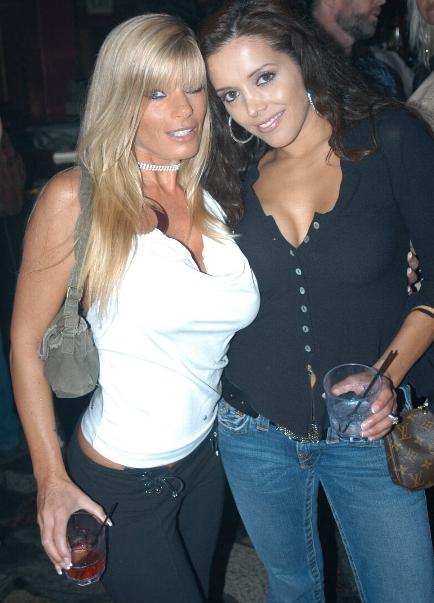
Кристал Саммерс и Франческа Ли на церемонии «2006 XRCO Awards»

Идею сниматься в «фильмах для взрослых» ей подала кузина — порноактриса Франческа Ли (Francesca Le). Работала в основном в жанрах фетиш и БДСМ. Участвовала в боях «DTWrestling productions» в стиле «бикини» и «топлес». В январе 2007 г., Саммерс приняла участие в телешоу «The Insider» на тему MILF-порно, где рассказала о своей карьере в порноиндустрии и роли в фильме «MILFS Night Out».

## Премии и номинации
- 2006 — CAVR Award — MILF of the Year[2]
- 2007 — Номинация на XRCO Award в категории MILF of the Year[3]
- 2009 — Номинация на AVN Award в категории MILF/Cougar Performer of the Year[4]